# Krušljevo Selo
Krušljevo Selo is een plaats in de gemeente Oroslavje in de Kroatische provincie Krapina-Zagorje. De plaats telt 509 inwoners (2001).